# مارسيل ديو
كان مارسيل ديو (30 مايو 1902 – 14 أغسطس 1969) تاجر كتب بلجيكي وكاتب مقالات ومحرر وناشر وناشط مناهض للنزعة العسكرية واشتراكي تحرري. رأى الأصدقاء والمعجبون، منهم المحامي بول هنري سباك، أن هناك صلة بين قراره بأن يصبح نباتيًا ومهنة والده كجزار.
في عام 1933، جنبًا إلى جنب مع ليو كامبيون، وردًا على تحركات الحكومة لتضييق الخناق على النشاط السلمي ومناهضة النزعة العسكرية، أصبح مارسيل ديو من أوائل الذين أعادوا للحكومة «دفتر الخدمة العسكرية»، وثيقةٌ شخصية تضمنت في بلجيكا في ذلك الوقت ملخصًا لسجل الخدمة العسكرية للفرد.
كان إنتاجه «التحريري» غزيرًا، اشتمل على مجموعة من الكتيبات والنشرات والسير الذاتية للناشطين التحرريين والعديد من المقالات التوضيحية وغيرها من المقالات المنشورة في الصحافة التحررية العالمية، إلى جانب مشاركته في المؤتمرات والاجتماعات التي تتناول مواضيع مناهضة للحرب وغيرها كحقوق اللجوء.
كثيرًا ما يُذكر مارسيل ديو في المراجع باسم إيم ديه، وهو الاسم المستعار الذي وُقّعت كتاباته به والذي اختار بموجبه تعريف نفسه عندما كان مراهقًا خلال الحرب العالمية الأولى. بالنسبة لقراء شمال فرنسا وجنوب بلجيكا الذين يعتبرون الفرنسية لغتهم الأم، يتوافق الاسم «إيم ديه» تقريبًا مع التهجئة الصوتية للأحرف الأولى من اسمه «إم دي»، و(بالنسبة لملحد مثل مارسيل ديو) يخدم ذلك في تجنب ربط اسمه بالله. إن كلمة «ديو»، إضافة إلى كونها اسم عائلة مارسيل ديو، هي الكلمة الفرنسية التي تعني «الله».

## سيرة ذاتية
ولد مارسيل كميل ديو في هودينغ غوني، بلدة صغيرة في إقليم والونيا الفرنكفوني، تقع ضمن منطقة التعدين الصناعية التي عُرفت آنذاك باسم «بايي نوار» («البلد الأسود»)، على مسافة قصيرة إلى الجنوب من بروكسل. كان والده جزارًا ناجحًا في البلدة. كان والدا مارسيل يحبانه جدًا وقد بادلهما المشاعر ذاتها. ومع ذلك، فإن خاصيته المناقضة اتضحت في مرحلة مبكرة. كان مراهقًا صغيرًا عندما أعلن نفسه نباتيًا. بعد بضعة أشهر من عيد ميلاده الثاني عشر اندلعت الحرب. بعد أقل من أسبوع غزت الجيوش الألمانية بلجيكا من الشرق. عُرف الاحتلال الألماني لبلجيكا بسلسلة من الأعمال الوحشية ضد السكان المدنيين والتي حظيت بتغطية إعلامية واسعة. استمرت أكثر من أربع سنوات بقليل، وعندما انتهت، أصبح مارسيل ديو ملحدًا متيقنًا مع التزامه مدى الحياة بالكفاح ضد وحشية والحرب وفظائعها.
سرعان ما ازدادت كراهية ديو للحرب لتشمل الانخراط في سياسة أناركية ونشاطية واسعة النطاق. في أوائل عشرينيات القرن العشرين، لعب دورًا فاعلًا في إعادة بناء الحركة الليبرتارية بعد الحرب، إذ شارك في 7 يناير 1923 في المؤتمر الأول للاتحاد الأناركي البلجيكي، اجتمع فيه الاتحاد الأناركي الفلمنكي والوالوني. بحلول ذلك الوقت كان قد بدأ في العمل صحفيًا سياسيًا برزت مساهماته خلال عام 1922 في دورية «التحرري»، وفي عام 1925، في الدورية التي خلفتها، «الكفاح» (أصبح فيما بعد مدير تحريرها).